# Нощ и ден
„Нощ и ден“ е български игрален филм (драма) от 2006 година, по сценарий и режисура на Красимир Крумов. Оператор е Емил Христов. Музиката във филма е композирана от Георги Арнаудов.

## Сюжет
Това е една планинска история. Марко – 12-годишен, често е в плен на необузданите си детски игри и фантазии. Той обаче бързо трябва да се превърне в мъж. Уменията и мъдрите съвети, за които довчера е нехаел, след неочакван и жесток обрат на съдбата трябва да бъдат призовани и да му помогнат да спаси майка си. Останал сам в планината, той трябва да преодолява недоверие и трудности, а и тези, които му помагат, трябва да преодоляват собствените си предразсъдъци. Марко се надява да стигне до далечното село, където има черква и където майка му може да намери изцеление. Пътят дотам обаче се оказва много дълъг...

## Актьорски състав
- Кристиан Симеонов
- Радена Вълканова
- Николай Урумов
- Румен Трайков
- Петър Слабаков
- Димитър Мартинов
- Иван Бърнев
- Йордан Биков
- Красимир Доков

## Награди
- Наградата за поддържаща роля на Радена Вълканова на ИА НФЦ, (2007).
- Наградата на СБФД за звукорежисура на Александър Симеонов (и за филма „Моето мъничко нищо“) за 2007).